# Паризька біржа

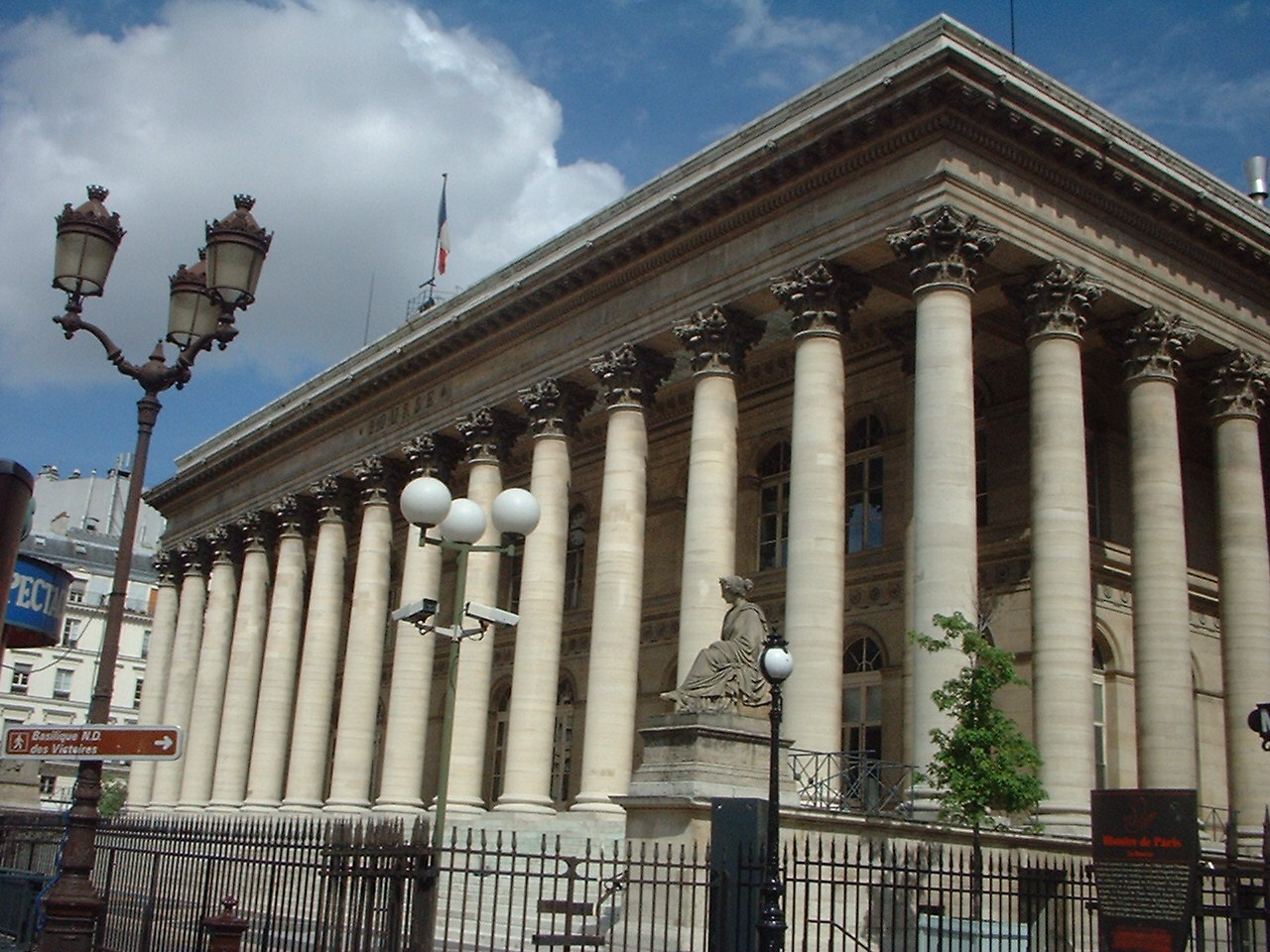
Паризька біржа розміщується в палаці Броньяр

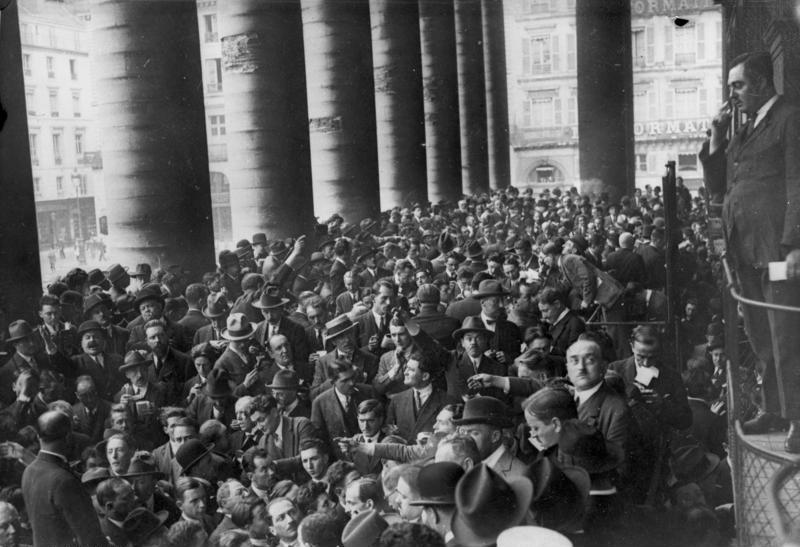
Маклери перед біржею (1931)

48°52′09″ пн. ш. 2°20′29″ сх. д. / 48.869167° пн. ш. 2.341389° сх. д.
 Паризька біржа  (фр. Bourse de Paris) — фондова біржа в Парижі (Франція), з 2000 відома як Euronext Paris.

## Історія
У 1724 в Парижі для здійснення угод між торговими посередниками було побудовано спеціальне приміщення. Воно отримало назву «Біржа». Тут здійснювали операції агенти з обміну, діяльність яких мало відповідала принципам біржової торгівлі (насамперед був відсутній механізм відкритого оголошення цін). Декрет Королівської державної ради, який засновував Паризьку біржу (від 24 вересня 1724) забороняв жінкам з'являтися в приміщенні біржі. Цей декрет був відмінений лише в 1967. Декретом від 30 березня 1774 на біржі було створено спеціальне місце «le Parquet», що призначалося виключно для агентів з обміну, яким пропонувалось забезпечувати гласність в оголошенні цін шляхом їх вигуку - «à la criée». До цього жодних правил не існувало, угоди відбувалися безсистемно в будь-якому випадковому місці.
23 березня 1793 закривається (в 1789 у почалася революція) і відкривається тільки в 1801 за Наполеона. Кількість агентів з обміну, яких в 1786 було 60 осіб, збільшилася до 71.
В 1801 Наполеон видав указ про будівництво спеціального будинку Паризької фондової біржі - Палац Броньяр. Будівництво було завершено в 1826.
Кодекс Наполеона створив єдине біржове право для всієї Франції, яке не зазнало змін більше століття. Імператор ставився до інституту біржі дуже насторожено і ввів цілий ряд обмежень щодо її функціонування. Наполеон надав біржовим посередникам монополію на біржові операції, хоча тепер, біржові посередники були позбавлені права діяти у формі компаній з обмеженою відповідальністю. Для нагляду над біржею була створена спеціальна біржова поліція. Була заборонена позабіржова торгівля. Повністю було заборонено торгівлю іноземними цінними паперами. Тільки в 1823 році було зроблено виняток для зарубіжних державних позик.
Переживши низку революцій і воєн, Франція стала капіталістичною державою. Це позначилося і на ринку цінних паперів. З 1815 по 1829 у Франції з'явилося 98 акціонерних товариств. У той же час приватний сектор ринку цінних паперів залишався вузьким. Так, в 1814 на Паризькій біржі котирувалися 4 види цінних паперів, в 1820 - 13, в 1825 році - 32, в 1830 - 38.
Після Революції 1830 Луї-Філіпп став не тільки королем Франції, а й «королем біржовиків». Однак мало уваги приділялося економіці. Засилля біржовиків гальмувало промисловий розвиток країни.
В 1850-1860-ті операції Паризької фондової біржі потроїлися. Вона перетворилася на грошовий ринок європейського масштабу.
З XVIII століття основними цінними паперами, що циркулювали на біржі були векселі. Акцій та облігацій було дуже мало. Але вже до 1840 на Паризькій фондовій біржі котирувалися приблизно 130 боргових і пайових цінних паперів.
В 1900 на Паризькій біржі торгувалося понад 800 видів цінних паперів - акцій та облігацій, а також близько 300 іноземних. Торгові сесії відбувалися щодня з понеділка по суботу з 12 до 15 годин.
Поступово біржі відкрилися і в інших містах: у Ліоні (1845 рік), Бордо (1846 рік), Марселі (1847 рік), Ліллі (1867 рік), Нанті (1868 рік), Нансі (1922 рік). До 1967 року працювала біржа в Тулузі.
Після Другої світової війни у Франції діяло 7 фондових бірж. Багато років фондові біржі конкурували між собою, здійснюючи котирування одних і тих же цінних паперів.
В 1962 спеціальним декретом для кожної акції був визначений один біржовий ринок.
В 1986 на Паризькій біржі встановлена електронна торгова система САС (фр. Cotation Assistée en Continu), а години роботи було збільшено з 10-00 до 17-00 (раніше з 12-30 до 14-30).
Незабаром голосовий аукціон з акціями та облігаціями був повністю припинений. Потім закрилися зали і на провінційних біржах: їхні папери було переведено в торговельну систему Паризької біржі.
З 1991 у Франції діє єдина фондова біржа, що об'єднала фондові біржі в Бордо, Ліллі, Ліоні, Марселі, Нансі та Нанті. До об'єднання на Паризьку біржу припадало 95% всіх угод у Франції з цінними паперами.
З 1988 введена система електронних операцій. Торговельні операції проводяться 45 брокерами - членами біржі.
Наприкінці 1990-х років Паризька біржа виступила ініціатором об'єднання великих європейських бірж. У 2000 об'єдналася з Амстердамською та Брюссельською біржами, утворивши Euronext NV, яка зараз є другою за величиною біржею в Європі після Лондонської фондової біржі.

## Галерея

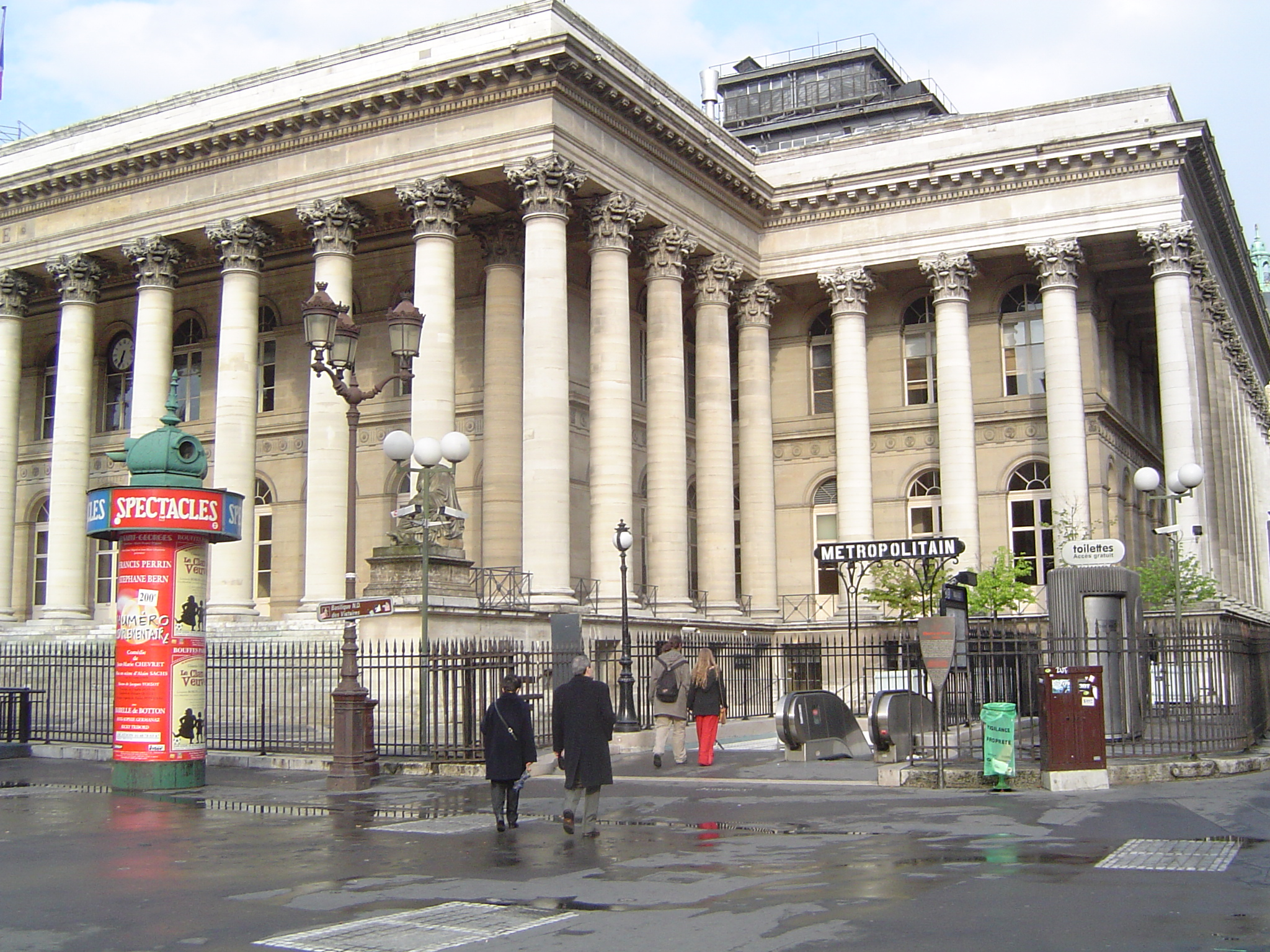
Вид на будівлю Паризької біржі, а також вхід в паризький метрополітен на станцію Bourse.
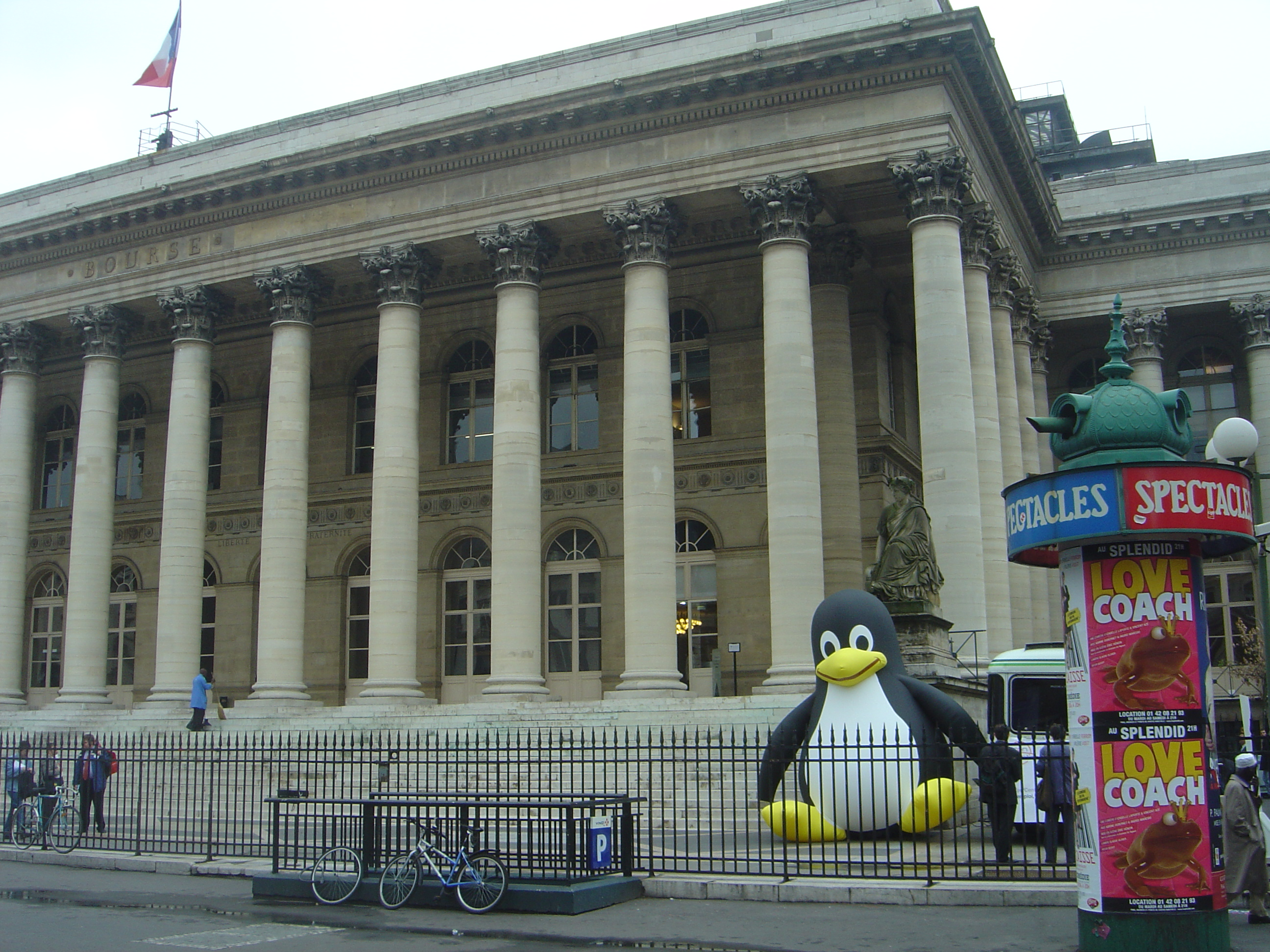
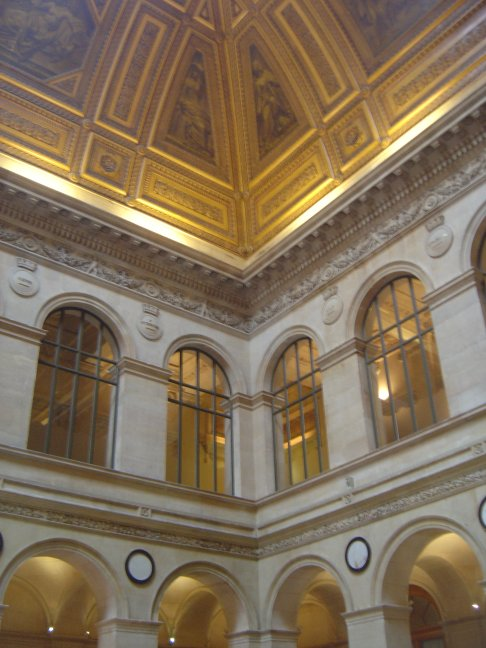
Палац Броньяр, у якому розташовується біржа, зсередини